# WASP-96
WASP-96 — зоря в сузір'ї Фенікса, розташована на відстані близько 945 світлових років від Сонця.
Зоря — жовтий карлик спектрального класу G8. Її маса — близько 1,06 сонячної, радіус — 1,05 сонячного. Видима зоряна величина WASP-96 становить +12,2m. Ефективна температура тіла — приблизно 5540 K.
У 2013 році біля зірки було виявлено планету WASP-96b. В атмосфері цього газового гіганта можливі густі хмари та існування води. Планета знаходиться дуже близько до батьківського тіла, тому її температура перевищує 5000 K.
WASP-96 було виявлено під час виконання проєкту СуперWASP у 2013 році, використовуючи транзитний метод.